# AB Svensk Rock
AB Svensk Rock var ett musikprogram från Sveriges Television som innehöll konsertframträdanden och intervjuer med ett antal svenska rockgrupper. Programmet hade premiär i SVT1 den 12 september 1980 med Dag Vag och Raketerna som spelade på Bal Palais, vid tidpunkten kallad Rock Palais. Producent var Anders Klintevall, intervjuare Thore Soneson. AB Svensk Rock producerades i nio avsnitt från hösten 1980 till våren 1981.
Förutom ovan nämnda band medverkade även Kai Martin & Stick!, Cosmic Overdose, Problem, TT Reuter, Eldkvarn, Svartvitt, Alien Beat, Lolita Pop och Tom Trick.